# Сиджак
Сиджа́к, Сыджак (узб. Sijjak, Сижжак) — посёлок в Бостанлыкском районе Ташкентской области Узбекистана. Расстояние до районного центра — города Газалкент — составляет 50 км. Население — 1780 жителей (1975).
В Сиджаке и его окрестностях был выявлен целый ряд археологических памятников: археологическое поселение Сыджак, поселение XI—начала XIII века Шавкаттепа (или Ойбошитепе), погребения Гури Муг, Яловлик-мазар, Хазратимулло-мазар и другие.
Посёлок является туристическим местом отдыха.

## Этимология названия
По легенде, название Сиджак происходит от словосочетания се чак — три части. Считается, что это название означает разделение земель посёлка натрое протекающими через него водотоками (саями).

## Расположение
Сиджак расположен в Бостанлыкском районе Ташкентской области. Расстояние до районного центра — города Газалкент — составляет 50 км.
Сиджак находится в долине горной реки Пскем, её правобережной части, ограниченной Угамским хребтом. В центре населённого пункта высота над уровнем моря равна 959 м.
В настоящее время Сиджак оказался на северо-западном берегу Чарвакского водохранилища. Территория населённого пункта вытянута вдоль побережья. Она прорезается стекающими с хребта саями, которые впадают в водохранилище. Наиболее крупной рекой является Сиджаксай, текущий через центральную часть селения.
Через Сиджак проходит автодорога к верховьям Пскема (Р-10, далее Р-9).
В советские годы кишлак располагался на территории совхоза «Бостанлык».

## Население
По данным 1975 года, в Сиджаке проживало 1 780 человек. В отличие от других населённых пунктов, расположенных по Пскему, Сиджак, в основном, заселён узбеками, а не таджиками. Население занимается скотоводством, садоводством, овощеводством.

## Инфраструктура
По состоянию на 1970-е годы в Сиджаке имелись школа, больница, аптека, отделение связи, клуб и библиотека.
Источником водоснабжения служат местные родники.
По состоянию на 1973 год в западной части селения, при средневековом мазаре Хазратимулло-мазар, располагалось и современное кладбище.

## Исторические и археологические памятники
В Сиджаке и его окрестностях имеется был выявлен целый ряд археологических памятников. Все они отмечались или изучались Чарвакским археологическим отрядом УзССР в 1963 году, однако раскопки (разведочные) проводились только на Шавкаттепе.
Известно археологическое поселение Сыджак. В северо-восточной части археологического памятника попадались фрагменты поливной и неглазурованной посуды различного возраста, а также керамический шлак.

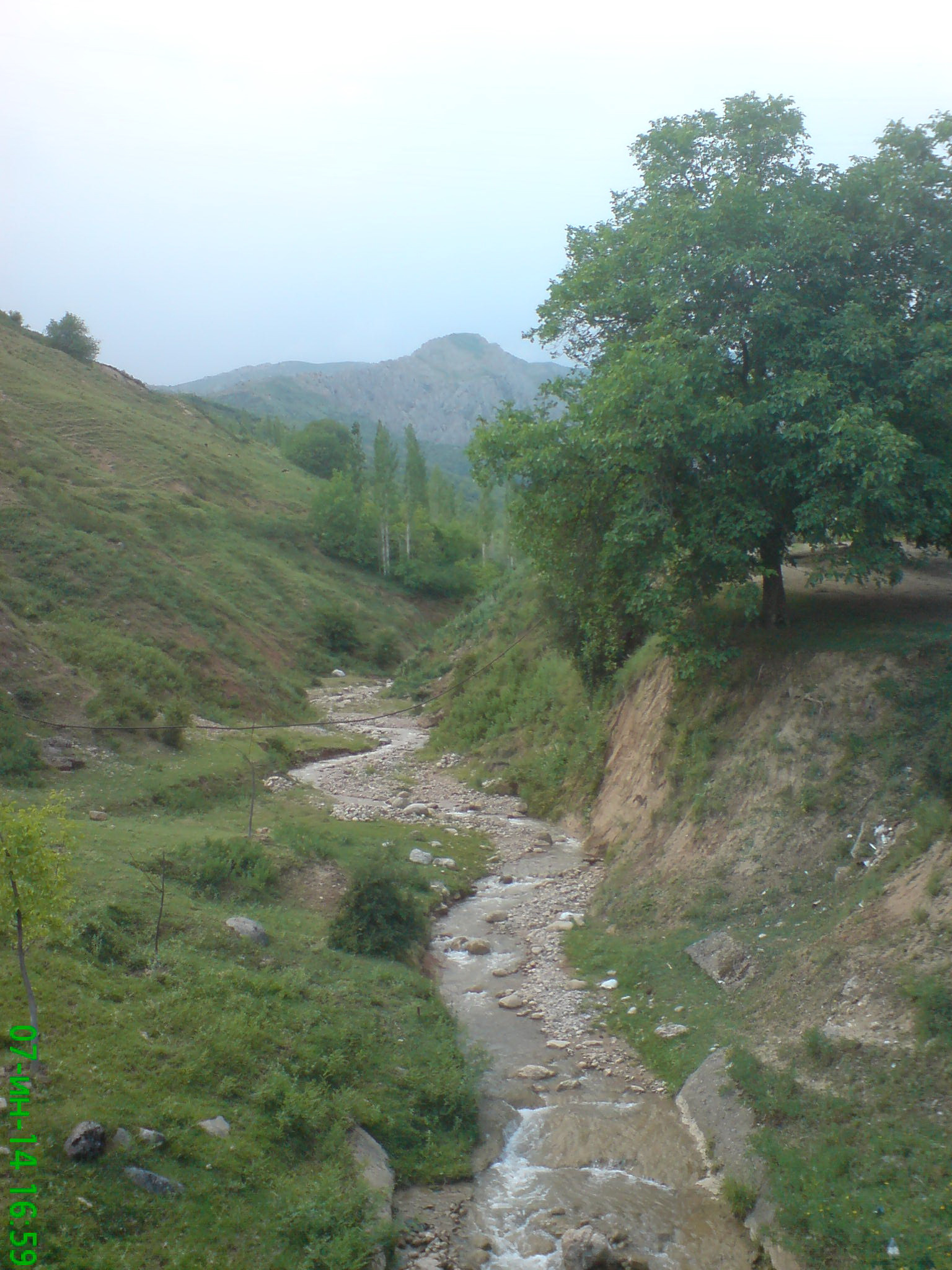
Сиджаксай в центре Сиджака (июнь)

В юго-западной части Сиджака, при впадении в Пскем притока Шавкатсай, находилось поселение XI—начала XIII века, руины которого известны под названиями Шавкаттепа и Ойбошитепе. Это поселение было укреплённым, имея оборонительную стену, в северо-западном углу которой чётко выявлялась башня. Разведочные раскопки 1963 года вскрыли культурный слой глубиной 2 м и выявили часть помещения со стенами из кирпича-сырца. Также были обнаружены фрагменты сосудов и железного ножа. Общая площадь укреплённого поселения равна 1600 м².
На 400 м выше от Ойбошитепе по Шавкатсаю находилось ещё одно, безымянное археологическое поселение, однако оно было уничтожено пахотными работами на речной террасе. Здесь находили обломки поливных и неглазурованных сосудов (датируются XI—XII и XV—XVI веками), керамический и металлический шлак, фрагменты стенок металлургических печей.
На площадке в северо-восточной части Сиджака, впоследствии распаханной, известно погребение Гури Муг. Гури Муг является могильником мугов. По рассказам, собранным у жителей селения, здесь находили большие кости похороненных и хумы с костями. Археологические исследования подтвердили наличие остеологического материала на глубине 3 м и зафиксировали наличие подъёмного керамического материала.
В центральной и западной части Сиджака (по состоянию на 1973 год) известны два мазара — Яловлик-мазар и Хазратимулло-мазар. Яловлик-Мазар считается погребальным комплексом. Комплекс представлен четырьмя кайраками, на трёх из которых имеются надписи. Комплекс Хазратимулло-мазар представлен тремя сохравнившимися кайраками, оказавшихся на территории современного кладбища. Надгробья с надписями представляют интерес как образцы эпиграфики и исторический памятник. На одном из могильных камней имеется датировка 815 годом хиджры, что соответствует 1412—1413 году нашей эры.
Кроме того, выше Сиджака, на правом берегу реки Кульсай расположены археологические поселения Баляндтепе и Культепе, а ниже селения, по правому берегу Шаршарасая — два небольших грота.
В 1963 году чабан К. Эрматов в местности Кокягнак на территории посёлка обнаружил клад, который относят к XI веку. Клад находился в глиняном кувшине. В составе клада были 8 серебряных браслетов, имеющих завершения в виде змеиной головы, 8 коробочек для тумаров, 27 бубенцов, 1 носовая серьга (так называемый бурундук) и цепочки небольшого размера. Находка хранится в Музее народов Узбекистана.

## Туризм
Сиджак является популярным туристическим местом отдыха. В аренду туристам местные жители сдают топчаны или целые дома, что выступает для них дополнительным источником заработка.

## Экология
В последние годы русла саев на территории Сиджака серьёзно загрязняются бытовым мусором. Местное население находит хозяйственное применение для большей части своих бытовых отходов, однако мусор оставляют многочисленные туристы.